# Hausesel
Der Hausesel (Equus asinus asinus) ist ein weltweit verbreitetes Haustier. Seine Stammform ist der Afrikanische Esel. Der Asiatische Esel (Equus hemionus), auch als Halbesel bezeichnet, ist eine weitere wilde Pferdeart, die von der Stammform des Hausesels zu unterscheiden ist.

## Merkmale

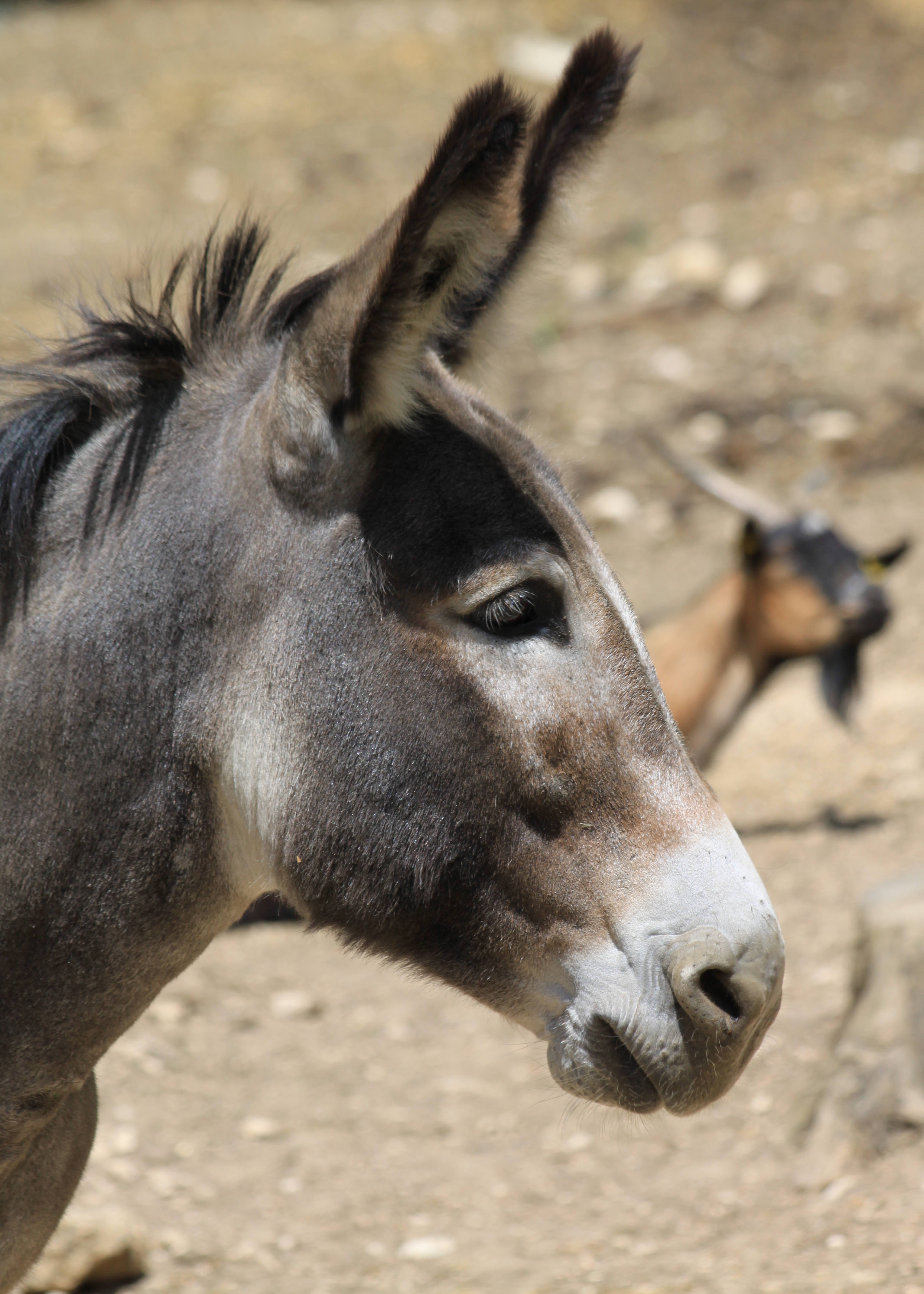
Kopf eines Esels

Esel sind ponygroße Vertreter der Pferdefamilie mit sehr langen Ohren, Stehmähne und einem Schwanz mit Endquaste. Die Fellfarbe ist grau oder braun bis schwarz, manchmal rötlich. Daneben gibt es auch gescheckte Esel. Sehr selten sind rein weiße Esel (Asinara auf Sardinien, österr./ungar. Albino- oder Barockesel). Über den Rücken verläuft meistens ein Aalstrich, zudem über die Schultern ein Querstrich (Schulterkreuz) und die Beine sind häufig zebraartig gestreift. Der Bauch ist weiß, ebenso der Bereich um das Maul und die Augen.
Anders als beim Hauspferd sind die Hufe des Esels einem trockenen Untergrund angepasst. Die Hufwand der Eselhufe kann mehr Wasser aufnehmen als die der Pferde und ist widerstandsfähiger gegen Abrieb. Dies ist ein Vorteil in trockener Umgebung, aber ein Nachteil in feuchtem Klima. Esel benötigen deshalb eine darauf angepasste Haltung, die es ihnen ermöglicht, Nässe zu vermeiden.
Esel haben je nach Rasse eine Schulterhöhe von 90 bis 160 cm und sind mit 2 bis 2 ½ Jahren geschlechtsreif. Im Prinzip ist eine Paarung ganzjährig möglich, in der Regel findet sie jedoch im Frühjahr statt. Nach einer Trächtigkeitsdauer von 12 bis 14 Monaten wird gewöhnlich ein Junges, manchmal auch zwei geboren. Bis zur Eigenständigkeit dauert es etwa sechs bis neun Monate. Esel sind in der Regel langlebiger als Pferde und können über 40 Jahre alt werden.

## Besonderheiten

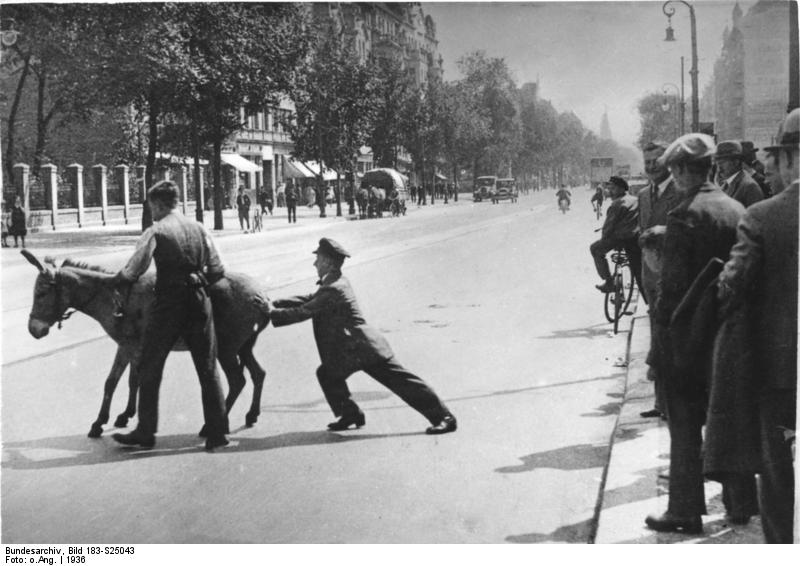
Störrischer Esel im Straßenverkehr (Bild: Berlin 1936)

Neben den rein äußerlichen Unterschieden zu Pferden verfügen Esel über einige Besonderheiten, die nicht auf den ersten Blick erkennbar sind. Im Gegensatz zu Pferden besitzen Esel fünf statt sechs Lendenwirbel. Esel verfügen über 31 Chromosomenpaare, Pferde haben 32. Die Körpertemperatur ist bei Eseln etwas niedriger, sie beträgt durchschnittlich 37 °C statt der üblichen 37,5 bis 38,2 °C bei Pferden. Die Tragzeit ist bei Eseln länger als bei Pferden. Im Durchschnitt beträgt sie 365 bis 370 Tage gegenüber 330 Tagen beim Pferd.
Bedeutend sind auch Unterschiede im Verhalten: Pferde neigen in Stresssituationen zur Flucht, Esel hingegen zum Innehalten. Eselstuten leben oftmals alleine mit ihren Fohlen im Gebirge und eine sofortige Flucht ist deshalb nicht immer möglich, ohne das Fohlen zu gefährden. Esel bleiben oft wie angewurzelt stehen. Zusätzlicher Stress, zum Beispiel durch Schläge oder Schreie, verstärkt diese Starre eher, woraus der Ruf des Esels als besonders stures oder dummes Tier resultiert. Dies ist jedoch falsch. Esel leben ursprünglich in schroffem Ödland und felsigem Gebirge. Esel sind sehr aufmerksam. Sie prüfen genau, wohin sie treten. Anders als beim Pferd – einem Bewohner offener Steppen – würde eine kopflose Flucht der Tiere im steilen oder steinigen Gelände zum sicheren Tod führen.

## Wildesel und verwilderte Hausesel
Wie auch beim Pferd kann man zwischen ursprünglichen Wildeseln und verwilderten Hauseseln unterscheiden. In mehreren Unterarten war der Afrikanische Esel einst über Nordafrika und Vorderasien verbreitet, heute leben nur mehr wenige hundert Tiere im nordöstlichen Afrika (Äthiopien, Eritrea, Somalia und Sudan).
Verwilderte Hausesel gibt es dagegen in vielen Regionen der Welt. Zu ihrem Verbreitungsgebiet gehören auch die Länder, in denen echte Wildesel beheimatet sind, was Anlass zur Sorge gibt, dass sich beide Bestände vermischen und die genetische Reinheit der Wildesel zerstören könnten. 1,5 Millionen verwilderte Hausesel durchstreifen das Innere Australiens. Im Südwesten der USA leben etwa 6000 verwilderte Esel, die hier burros (spanisch für „Esel“) genannt werden. Als historisches Symbol werden diese Burros geschützt; dies ist aber umstritten, da sie durch Konkurrenz bei Nahrungs- und Wassersuche einen Rückgang der einheimischen Dickhornschafe verursacht haben sollen. Eine der wenigen Populationen verwilderter Esel in Europa kommt im Norden der Mittelmeerinsel Zypern auf der Halbinsel Karpas vor. Sie sind dunkelbraun bis schwarz und wesentlich größer als ihre ursprünglich ausgewilderten Artgenossen. Oft besitzen sie Zebrastreifen an den Beinen.

## Domestikation

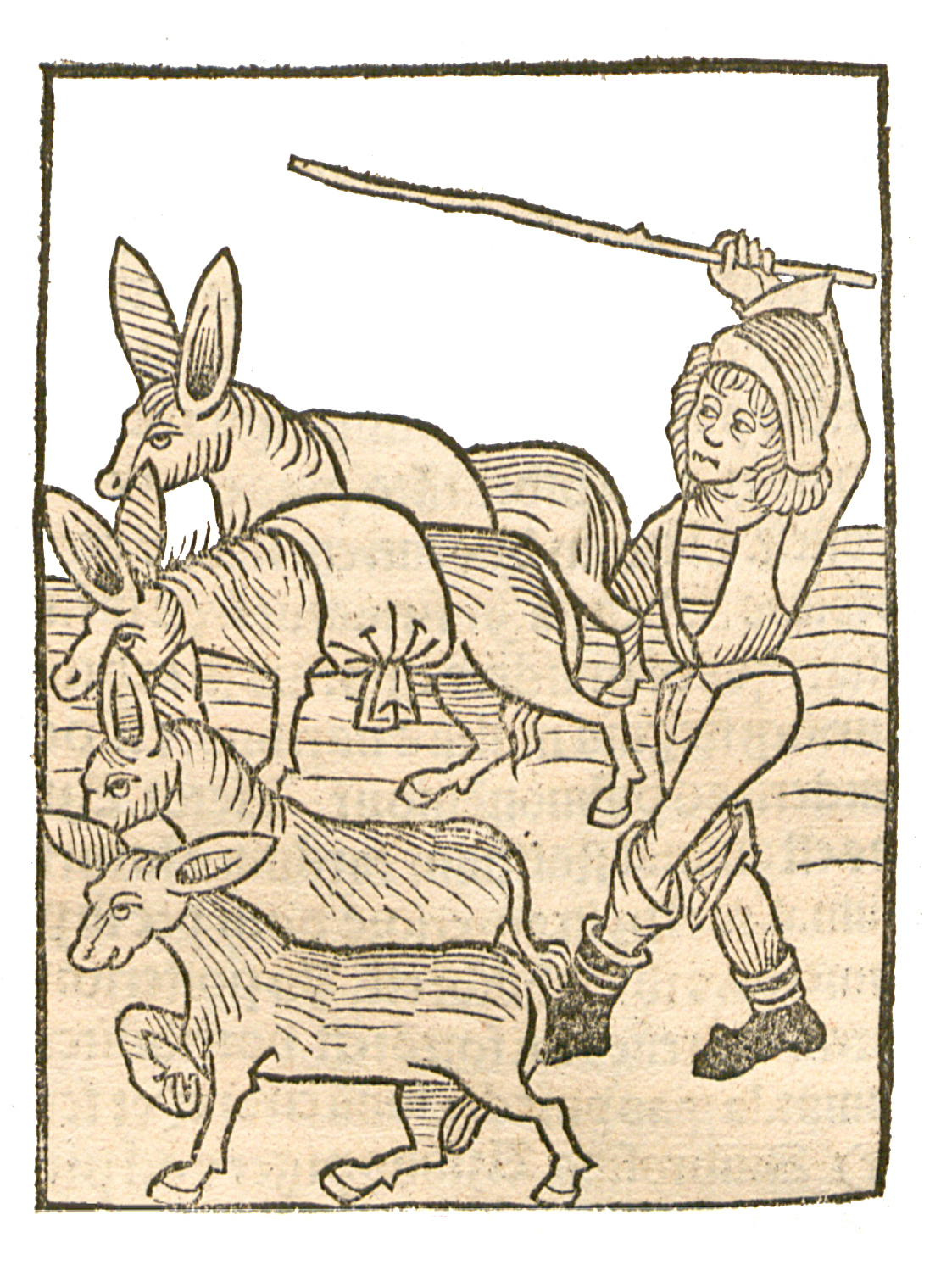
Hortus sanitatis, Mainz 1491 Abbildung zum Kapitel Asinus – Esel, Sackträger

DNA-Untersuchungen bestätigen bestehende Theorien zur Phylogenese der Esel, dass alle heutigen Hausesel vom Afrikanischen Esel abstammen und mit diesem auch fertil kreuzbar sind. Esel wurden früher als Pferde domestiziert und stellen damit eines der ersten den Menschen zur Verfügung stehende Lasttiere dar. Die Domestikation erfolgte vor mehr als 7000 Jahren in Ostafrika. In Mesopotamien wurde auch der Asiatische Esel eingekreuzt, wie genetische Befunde an einem Tier aus einem bronzezeitlichen Grab bei Umm el-Marra in Syrien belegen. Die dafür verwendeten Wildtiere entstammen dem Syrischen Halbesel. Schon vor dem klassischen Altertum gelangten Esel nach Europa. Die Etrusker hatten Hausesel, die vermutlich aus Kleinasien stammen. Nach Griechenland gelangten Hausesel etwa 1000 v. Chr. Nördlich der Alpen kommen Esel erst seit der römischen Zeit vor.

## Nutzung

### Reit- und Lasttier
Ursprünglich wurden Esel auch als Reittiere und zum Ziehen von Wagen verwendet. Später wurden sie in der Regel von Pferden abgelöst, die schneller und kräftiger waren. Ab dieser Zeit tauchen Esel in den Überlieferungen alter Kulturen kaum noch auf. Dass man den Esel vor allem als Packtier weiter verwendete, liegt an seiner Zähigkeit. Viel länger als ein Pferd kann ein Esel ohne Wasser und Nahrung auskommen. Esel wurden bevorzugt auch in Mühlen gehalten und dienten dort als Sackträger für Getreide und Mehl. Da Esel anders als Pferde schwindelfrei sind, waren und sind sie in steilen Bergen ein bevorzugtes Reit- und Lasttier (Lastesel).

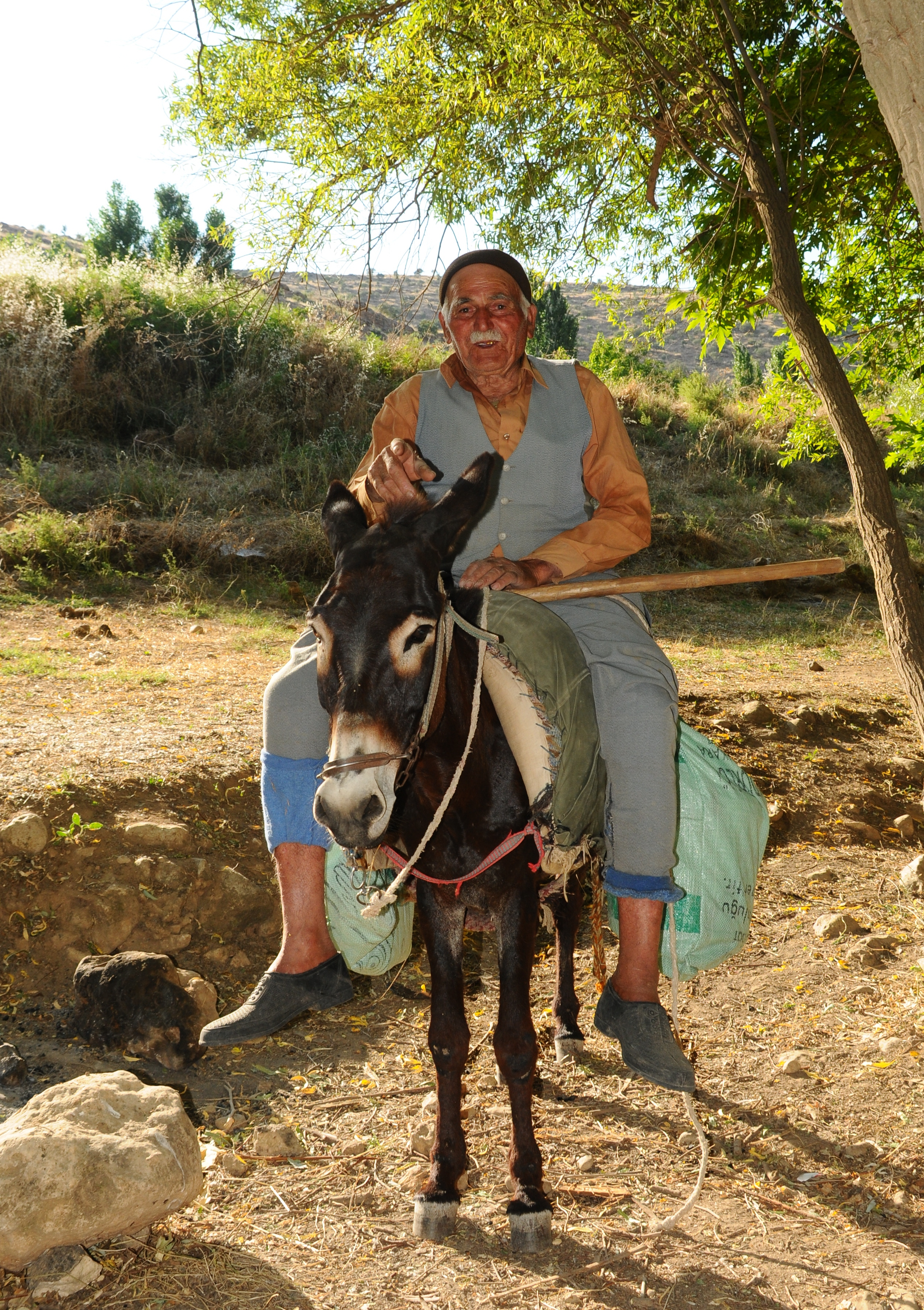
Der Esel als Pack- und Reittier in der Türkei
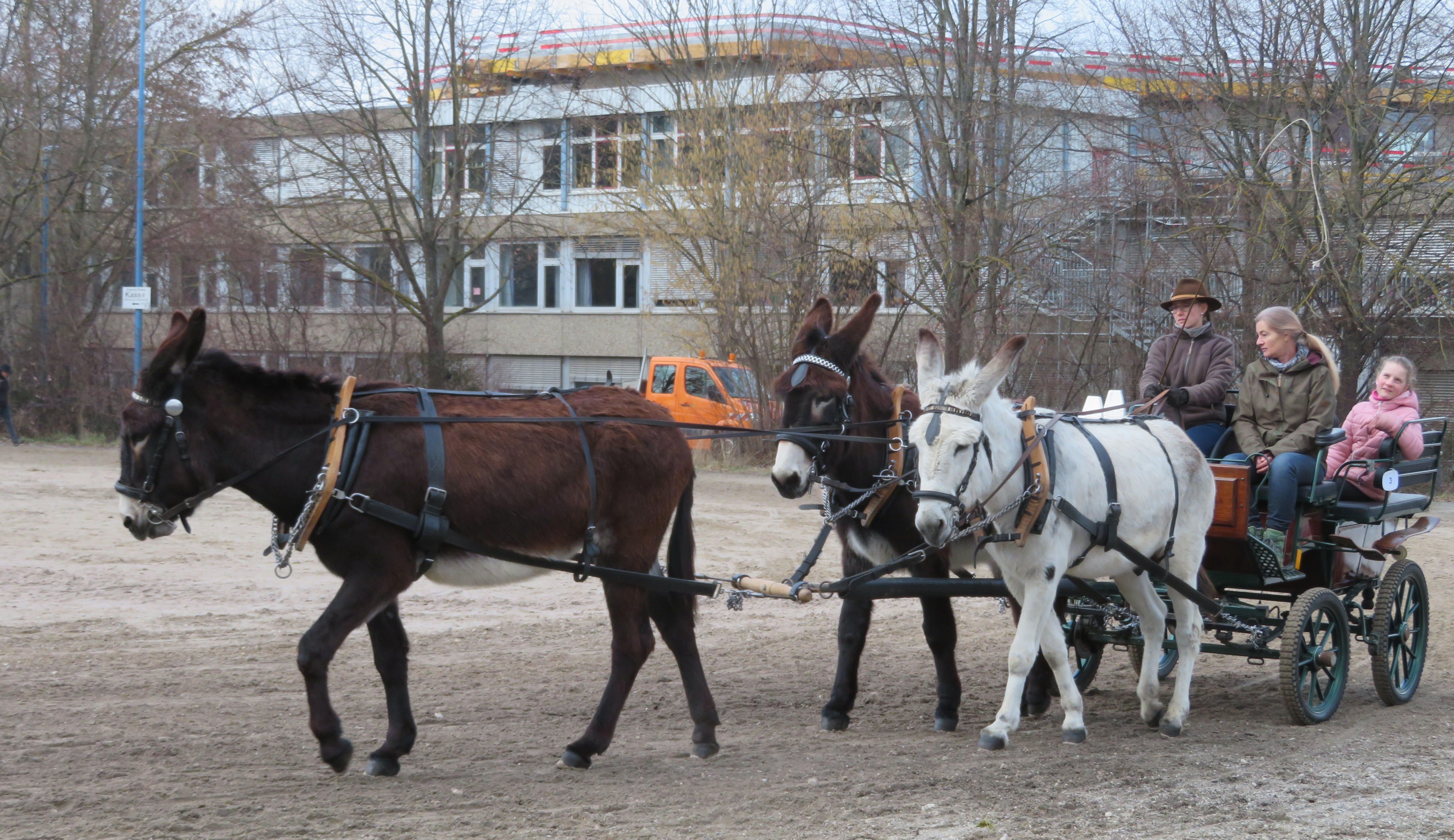
Esel in Einhorn-Anspannung vor einem Wagen

### Heil- und Lebensmittel

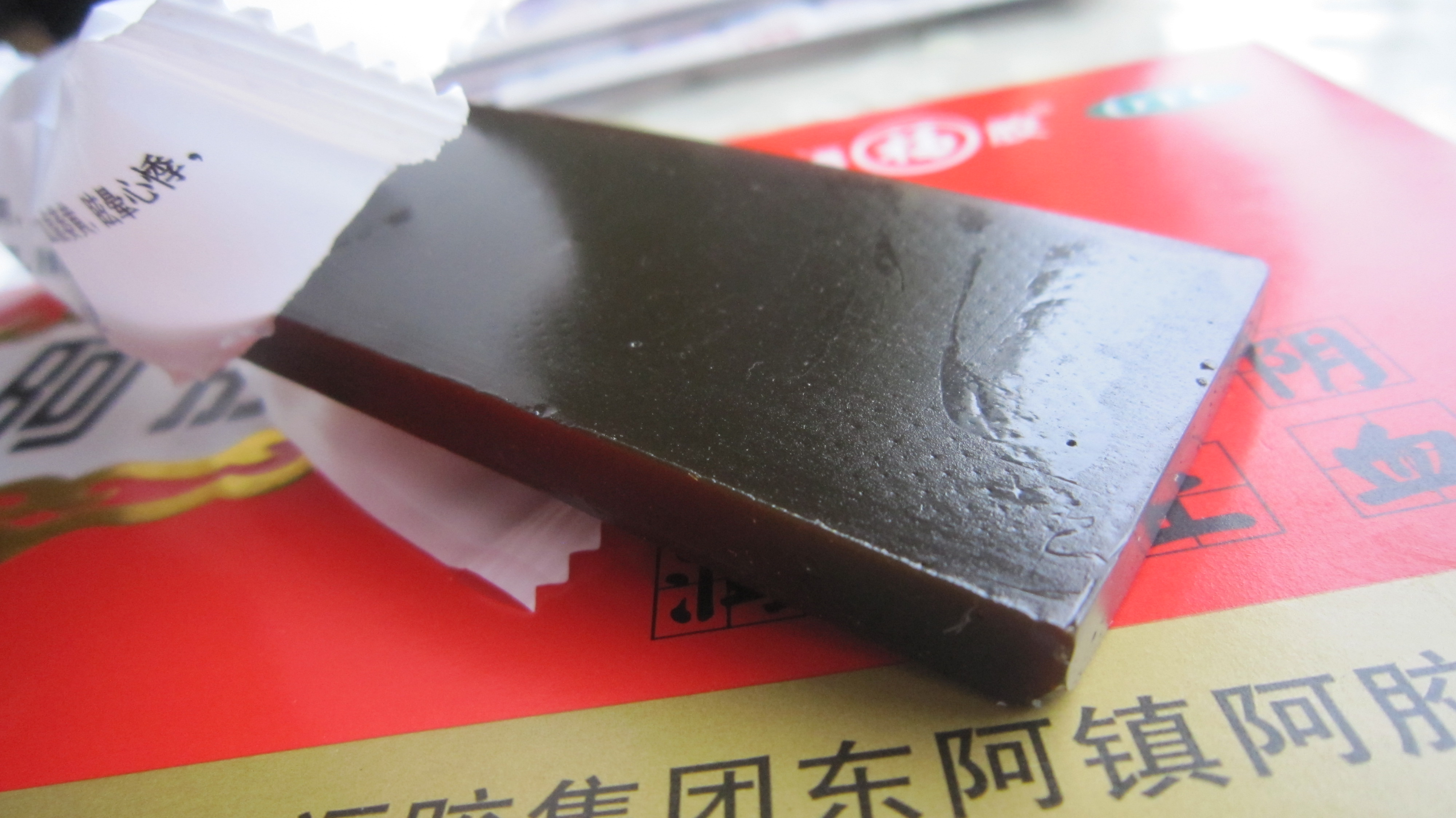
Eselsgelatine Ejiao

Neben der traditionellen Verwendung als Trag- und Zugtier werden Esel auch zur Fleischgewinnung (Salami), als Milchproduzenten (Eselsmilch) und zur Lederherstellung verwendet. Eselfleisch wird wegen seiner Zähigkeit und Eigengeschmacks nur behelfsmäßig verwendet; in einigen orientalischen Ländern wird das Fleisch junger Tiere oder das der großen Rassen (Poitou-Esel) geschätzt, letzteres kann wie Pferdefleisch eingestuft werden. In Südfrankreich, wo kleine Eselrassen gehalten werden, wird deren zähes und streng schmeckendes Fleisch nur zu Wurst verarbeitet. Im Mittelalter wurde auch das Schmalz (ausgelassene Fett) von Eseln heilkundlich genutzt.
Zur Herstellung von Pergament hielt man im Mittelalter Eselhaut für besonders geeignet. In Ostasien wird Eselhaut seit Jahrhunderten zu einer dunklen Gelatine oder zu Pulver verarbeitet und als Heilmittel, genannt Ejiao (chinesisch 阿膠 / 阿胶, Pinyin ē jiāo), in der traditionellen chinesischen Medizin verwendet. Die steigende Nachfrage aus China führt weltweit zu rapide sinkenden Eselbeständen.

### Landschaftspflege und Beweidung
Wegen seines Abwehrverhaltens gegen Hundeartige wird er von Schäfern auch als Herdenschutzesel eingesetzt. In der tiergestützten Therapie und der Pädagogik kommt der Esel zunehmend zum Einsatz. In Europa wird er auch als Reittier im Tourismus eingesetzt (Burro-Safari, Strandritte).
Die Beweidung mit Eseln stellt ein effektives, jedoch bislang wenig verbreitetes Werkzeug der Landschaftspflege dar. Vor allem zur Pflege wertvoller Trocken-Lebensräume haben sie sich sehr gut bewährt. In Kombination mit anderen Weidetieren oder manueller Pflege kann zudem die Regeneration lichter Kiefernwälder erreicht werden. Dominante Ruderalgräser wie das Land-Reitgras lassen sich durch Esel gut zurückdrängen. Gleichzeitig fördern sie durch Störstellen wuchsschwache Pflanzen. Im Vergleich zu Pferden sind Esel geländegängiger und verbeißen Problemarten wie Orientalisches Zackenschötchen, Distel oder Brennnessel. Gegenüber Schafen, Rindern und Ziegen haben Esel eine höhere Lebenserwartung. Verglichen mit Schafen fressen Esel mehr Gehölze und grasartige Pflanzen und bauen zudem die Streuschicht besser ab. Allerdings sind sie aufwendiger zu führen. So kann eine Person nur ein bis zwei Esel führen, als Schafherde hingegen mehrere 100 Tiere.

## Haltung
Richtlinien für eine artgerechte Tierhaltung sind beispielsweise vom Niedersächsischen Landwirtschaftsministerium herausgegeben worden. Demnach sollten Esel niemals als Einzeltiere, sondern stets in Gruppen von mehreren Eseln gehalten werden, jedoch nicht als reine Hengstgruppen. Sie benötigen eine ausreichend große Weide (z. B. mindestens 500 m2 für fünf Tiere) mit Witterungsschutz. Außerdem wird ein Stall mit ausreichend Platz benötigt (mindestens 5 m2 pro Tier, alle Esel sollten sich gleichzeitig im Stall hinlegen können). Der Stall muss Schutz vor Regen, Wind und Kälte bieten, insbesondere im Winter. Stuten mit Fohlen sollten separat untergebracht werden.
Bei der Fütterung ist neben einer ausreichenden Wasserversorgung zu beachten, dass die Nahrung einen hohen Anteil an Rohfasern enthält (größer als bei Pferden), wie beispielsweise Holz, verholzte Sträucher, Stroh und Heu. Eine Überversorgung mit energiereicher Kost (z. B. Getreide) führt zu gesundheitlichen Problemen wie Übergewicht, Stoffwechselerkrankungen und Hufveränderungen.
Empfohlen ist weiterhin eine tägliche Kontrolle der Tiere, insbesondere der Hufe, die leicht zu Strahlfäule neigen. In größeren Zeitabständen ist auch das Gebiss zu kontrollieren. Die Hufe müssen regelmäßig korrigiert werden, eine Behandlung gegen Endoparasiten und Impfungen sind ebenfalls notwendig. Bei der Tierbetreuung ist auch darauf zu achten, dass die Esel ausreichend Beschäftigung haben.
Die Tiere dürfen durchaus Lasten tragen oder ziehen. Um gesundheitlichen Schaden vorzubeugen, sollte das zu tragende Gewicht höchstens 20 % des Eselgewichtes betragen (also beispielsweise bei einem 200 kg schweren Esel maximal 40 kg Traglast). Das Reiten auf einem Esel ist daher in vielen Fällen nicht möglich. Bei der Zuglast gilt das Doppelte des Eselgewichtes als gerade noch zumutbar.
Für die Nachzucht von Tieren ist eine Belegung der Eselstuten frühestens ab einem Alter von drei Jahren zu empfehlen. Die Stute sollte dabei höchstens alle zwei Jahre Füllen gebären.

## Rassen
Neben den Unterarten der Wildesel haben sich durch geographische und ökologische Isolation und zweckorientierte Zucht im Zuge der Domestikation des Hausesels Landrassen und Kulturrassen entwickelt.
Die vorrangige Nutzung des Hausesels als Packtier brachte wesentlich weniger verschiedene Kulturrassen hervor, als dies bei den Pferden der Fall ist. Innerhalb dieser nutzungsorientierten Selektion entwickelten sich kaum differenzierbare Rassen. So ist es bei der Vielzahl der Esel, die über alle Länder der heißen und gemäßigten Zonen verbreitet sind, nicht möglich, sie einer bestimmten Zuchtrasse zuzuordnen. Die wenigen Kulturrassen, die sich vor allem im Zuge der Maultierzucht entwickeln konnten, sind in Europa, vorrangig in Frankreich, Italien und Spanien, in kleinen Beständen erhalten geblieben. In diesen Ländern werden sie als gefährdete Eselrassen in Ursprungszuchtbüchern betreut und ihre Zuchtorganisationen versuchen, sie zu retten. Eine Übersicht über Eselrassen bietet die Liste von Eselrassen.

## Kreuzungen
Zwei Hybride des Esels werden gezüchtet und sind nicht fortpflanzungsfähig:
- Maulesel – Kreuzung eines Pferdehengstes und einer Eselstute
- Maultier oder auch Muli – Kreuzung eines Eselhengstes und einer Pferdestute

Wegen des unterschiedlichen Werbungsverhaltens von Pferd und Esel (Esel gehen erheblich rabiater miteinander um, weil unwillige Stuten nicht wie bei Pferden einfach davonlaufen) ist es weitaus einfacher, Maultiere zu züchten als Maulesel. Zudem sind Pferdestuten im Allgemeinen größer als Eselstuten, was dem ungeborenen Fohlen mehr Platz im Mutterleib lässt und die Geburt weniger problematisch macht.
Seltener und meist ungeplant ist der Zesel, eine Kreuzung mit einem Zebra.

## Benennung
Der weibliche Esel heißt Eselstute, der männliche Eselhengst, Jungtiere heißen Eselfohlen. Kastrierte männliche Esel nennt man Eselwallach oder Macker. Ein Eselstall, Zuchthof oder Gestüt wird als Asinerie (nach dem lateinischen Namen asinus) bezeichnet.

## Symbolische und mythologische Bedeutung

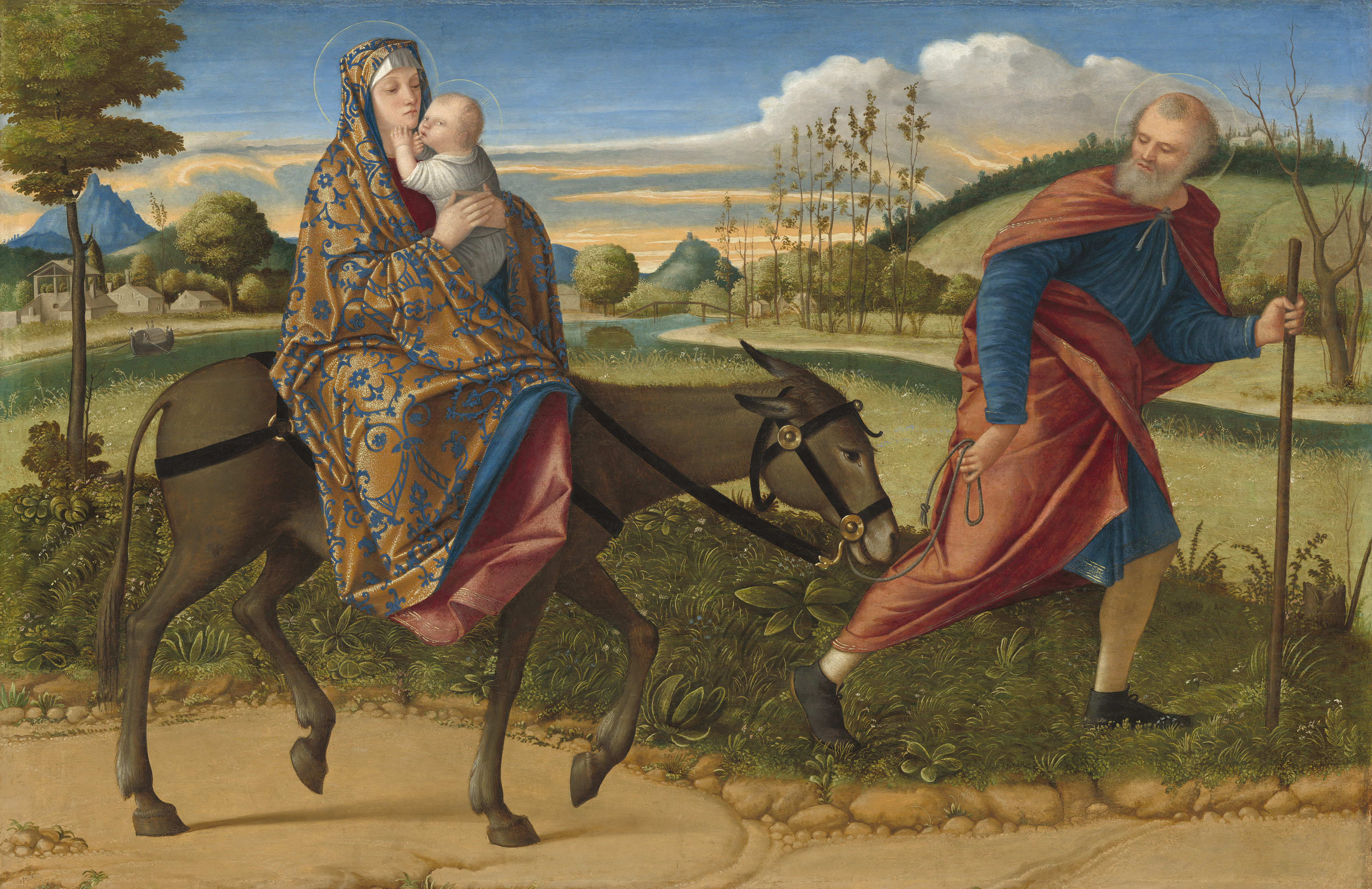
Flucht nach Ägypten – Vittore Carpaccio 1500

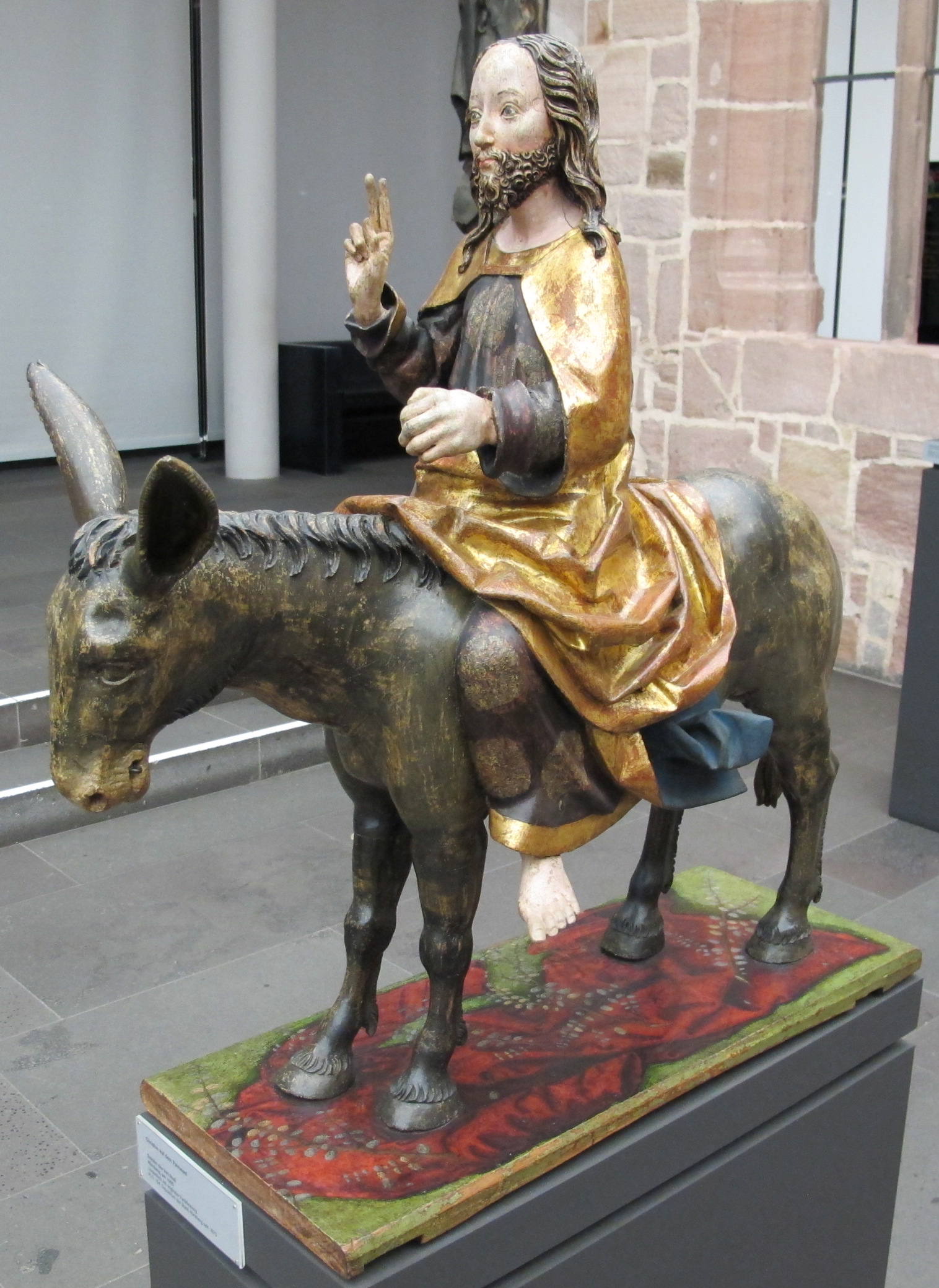
Palmeselskulptur (1505) Germanisches Nationalmuseum

Der Tierkopf des Gottes Seth in der ägyptischen Mythologie soll einen Eselskopf darstellen. Da sich Seth im Verlauf der ägyptischen Religionsgeschichte von einem Wüsten- zu einem Unterweltsgott wandelte, wurde der Esel als Verkörperung eines Dämons angesehen. Auf dieser Verbindung beruht vermutlich die Verspottung der Juden und Christen im alten Rom, denen vorgeworfen wurde, dass sie einen Esel anbeteten. Auch Horus hatte eine Esel-Inkarnation. Satyrn oder Silen und Kentauren waren in der griechischen Mythologie Mischwesen aus Mensch und Equide (Esel oder Pferd). Der phrygische Marsyas war ein zu den Satyrn gehörender Eseldämon. Im musischen Wettstreit unterlag er dem griechischen Gott Apollon. Dieser wurde im östlichen Mittelmeerraum als Apollon Killaios, als „Apollon, der Eselartige“ verehrt.
Im Nahen Osten gab es eine Gottheit, von den Römern Pales genannt, die gleichzeitig männlich und weiblich war und mit dem Körper eines Menschen und dem Kopf eines Esels abgebildet wurde. Heute gibt es im Nahen Osten zwar keine religiöse Verehrung des Esels mehr, er spielt jedoch eine wichtige Rolle in vielen volkstümlichen Erzählungen, Sprichwörtern und Schwänken (z. B. bei Nasreddin oder Dschuha). Mancherorts schrieb man dem Esel Faulheit, Starrsinn und abnorme Sexualität zu.
In der Bibel begegnet der Esel in vielfachen Zusammenhängen: Der Esel ist Transporttier, Reittier der Vornehmen (Ri 10,4 ), der Krieger (Ri 5,10 ) und des endzeitlichen Königs (Sach 9,9 ). Im 4. Buch Mose 22,28 spricht die Eselin mit ihrem Reiter Bileam, als ihnen ein Engel mit einem Schwert entgegentritt und sie von ihrem Reiter geschlagen wird: Was hab ich dir getan, dass du mich nun dreimal geschlagen hast? Die Erstgeburt des Esels musste als einzige außer der des Menschen nicht geopfert, sondern durch das Opfern eines Lammes ausgelöst werden (2. Buch Mose 34,20). Das Bild vom König auf dem Esel fand Aufnahme in der neutestamentlichen Schilderung von Jesu Einzug in Jerusalem (Mt 21,1–11 ) auf dem Esel zum Passahfest vor seiner Kreuzigung.
Ochs und Esel sind fester Bestandteil der Christgeburtsüberlieferung, auch wenn sie in der biblischen Weihnachtsgeschichte keine direkte Erwähnung finden. Bereits in den frühesten Darstellungen von Jesu Geburt im 3. Jahrhundert findet sich der Esel. Auf bildlichen Darstellungen der Flucht nach Ägypten reitet die heilige Familie meist auf einem Esel.
In der christlichen Tradition spielt der Esel eine Rolle als Symbolfigur. Im Mittelalter feierte man vielerorts in der Mitte des Winters die Eselsmesse (La Fête des Fous); diese war im Mittelalter eine Art Karnevalsveranstaltung mit religiösen, humorvollen und erotischen Aspekten. In der christlichen Ikonografie taucht er, unter anderem als Begleiter des Heiligen Nikolaus, als Verkörperung des treuen Dieners auf. Ab dem 5. Jahrhundert wird der Esel in Verbindung mit dem Ochsen auch als Sinnbild für Juden- oder Heidentum verwendet.
Bei den Bremer Stadtmusikanten ist es der Esel, der die Initiative ergreift und den anderen Tieren eine Zukunftsperspektive aufzeigt. Er spricht den bekanntesten Satz des Märchens: „Etwas besseres als den Tod findest du überall.“
Der Esel im Märchen der Brüder Grimm Tischchen deck dich, Goldesel und Knüppel aus dem Sack speit nach dem Zauberwort „Bricklebrit“ Goldstücke vorne und hinten aus. Die Fähigkeit des Goldesels besaß bereits der phrygische König Midas, der als Schiedsrichter beim musischen Wettstreit zwischen Apollon und Marsyas fungiert hatte. Midas soll zu den Schmieden Phrygiens gehört und als erster Blei gewonnen haben. Alles, was Midas berührte, wurde zu Gold.
Im italienischen Roman Pinocchio gilt der Esel als Beispiel für Dummheit und Faulheit; Pinocchio wird von einem Klassenkameraden mit dem Spitznamen „Kerzendocht“ überredet, mit ihm ins Land der Spielereien zu kommen, in dem alle Jungen ausschließlich das tun, wozu sie Lust haben. Zunächst sind Pinocchio und seine Freunde begeistert vom Paradies der Nichtstuerei, doch eines Tages verwandeln sich alle Kinder, welche „unartig“ waren, in Esel. Die Esel werden verfrachtet und an einen Zirkus verkauft, doch als Pinocchio sich während einer Vorstellung verletzt, wird er an einen Mann weiterverkauft, der aus Pinocchios Eselshaut eine Trommel fertigen möchte. Er versucht, den Esel zu töten, indem er ihn ins Meer wirft, doch als sich die Fische über den Esel hermachen, bleibt nur Pinocchio übrig und der Mann geht leer aus.
Der katalanische Esel, El Ruc Català o guarà, gilt als inoffizielles Nationalsymbol Kataloniens, das als ein dem spanischen Osborne-Stier entgegengesetztes Symbol verstanden werden kann.
In der Fabel und im Volksmund wird der Esel als stures, oft auch dummes Tier beschrieben. Daraus resultiert auch die Verwendung des Wortes „Esel“ als Schimpfwort, die beispielsweise in Begriffen wie Eselsecke oder Eselsohr (als „eigentlich ungehöriges Lesezeichen“ bei Büchern) und in dem Abzählreim „Ich und du, Müllers Kuh, Müllers Esel, das bist du!“ zum Ausdruck kommt. Im Gleichnis von Buridans Esel verhungert der Esel, weil er sich nicht entscheiden kann, von welchem von zwei gleich großen und gleich weit entfernten Heuhaufen er zuerst fressen soll. Dass der Esel „dumm“ sei, ist eine nachantike europäische Auffassung. Im Orient galt und gilt der Esel im Gegenteil als besonders intelligent. Es gibt die Sage von der klugen Eselin des Propheten Bileam, die ihren Gebieter an Weisheit übertraf, wobei Bileam in der jüdischen Tradition als der „Weiseste der Weisen“ angesehen wird.
Eine Eselsskulptur von Peter Lenk ziert den Marktplatz von Biberach an der Riß. Sie bezieht sich auf die Satire „Der Prozess um des Esels Schatten“ von Christoph Martin Wieland. In Halle (Saale) ist der Esel zentraler Bestandteil der bekanntesten Stadtsage, in der der Esel anstelle des Kaisers in die Stadt einzog, und daher an mindestens fünf verschiedenen Stellen zu finden, darunter auf dem Eselsbrunnen auf dem Alten Markt.
In den Vereinigten Staaten ist der Esel inoffizielles Symbol der Demokratischen Partei. 1828 wurde der Präsidentschaftskandidat Andrew Jackson von seinen Kontrahenten als Esel diffamiert. Jackson, der zum siebten US-Präsidenten gewählt wurde, machte den Esel daraufhin zum Symbol seiner Kampagne. 1870 tauchte der Esel dann in den Zeichnungen des deutsch-amerikanischen Karikaturisten Thomas Nast auf, der ebenfalls dem Elefanten als republikanischem Parteisymbol zum Durchbruch verhalf. Beide Tiere wurden daraufhin Parteimaskottchen, der Esel jedoch im Gegensatz zum Elefanten der Republikanischen Partei lediglich inoffiziell.